# زباستین کل
زباستین کِل (به آلمانی: Sebastian Kehl) متولد سال ۱۹۸۰ در شهر فولدا در آلمان
بازیکن باشگاه فوتبال بروسیا دورتموند و کاپیتان این تیم است و ۲۷۴ بار در این تیم بازی کرده‌است.
در تیم ملی فوتبال آلمان ۳۱ بار بازی کرده و سه بار موفق به گلزنی شده‌است. او اکنون به عنوان مدیر فنی در تیم سابق باشگاهی خود بروسیا دورتموند فعالیت می‌کند